# Futakoi
Futakoi (双恋 lit. Amor gemelo?) es una serie de anime que salió al aire en Japón el 2004. 

## Argumento
La historia comienza cuando Nozomu Futami, el protagonista, vuelve a la ciudad donde creció para asistir a clases y vivir con su tía, ya que su padre ha conseguido un trabajo como astrónomo en Hawái, y Nozumu ha preferido quedarse en Japón.  Su tía es custodia de un templo en el cual hay una piedra que según la leyenda local recuerda la maldición de dos hermanas gemelas que se enamoraron del mismo hombre, y este al no poder elegir por ninguna de las dos, murieron de pena convirtiéndose en dos pequeñas aves; y según dicen es la causa principal que la ciudad tenga más hermanas gemelas de lo normal. Y Nozumo tendrá que lidiar con el amor de varias gemelas, al igual que la leyenda.
Nozumu recuerda que siendo él muy pequeño, jugaba con dos hermanas gemelas del vecindario: Sumireko y Kaoruko Ichijou. Con eso en mente, baja del tren y a los pocos minutos ve a dos hermanas gemelas en una tienda de barrio. Él se acerca pensando que son estas, pero no. Estas son Yura y Kira Sakurazuki. Dos hermanas gemelas hijas de familia rica que están en ese momento en esa tienda como parte de un extraño entrenamiento impuesto por su padre para que sepan desenvolverse en el “mundo real”. Tras unos accidentes, llega por fin a casa de su tía, donde se encuentra con dos pequeñas primas gemelas, como no podía ser de otra manera. Poco después llegan sus amigas de la infancia y se reencuentran de nuevo.
Al día siguiente en clase se encuentra, sorprendido, con que las gemelas Kira y Yura han sido transferidas al mismo colegio que él, e incluso a la misma clase. Nuestro protagonista tendrá que lidiar no ya con dos grupos de gemelas sino, más adelante, con dos pares más. Por no hablar de las primas que siendo aun unas crías le exigen “fidelidad”, ya que ambas pretenden casarse con él en un futuro.
En fin con estas 5 pares de gemelas vive excelentes aventuras en las que va ayudando a unas gemelas a vivir en el "mundo real" y se da cuenta de los sentimientos de estas hermosas gemelas, al fin y al cabo se da cuenta de que no puede vivir sin ninguna de ellas, y ellas se dan cuenta de que tienen que conseguir el corazón de Nozomu Futami limpiamente

## Personajes
Sumireko Ichijou (条董子 Ichijyō Sumireko?)  y Kaoruko Ichijou (条薫子 Ichijyō Kaoruko?) 
Las muchachas gemelas que son amigas de la infancia de Nozomu, asisten a la misma escuela de Nozomu. Ambas sienten sensaciones en secreto hacia Nozomu. Aunque están cercanas, mantienen sus sensaciones secretas hacia los demás.
Yura Sakurazuki (桜月ユラ Sakurazuki Yura?) y Kira Sakurazuki (桜月キラ Sakurazuki Kira?)
Se explica durante la historia que estas muchachas gemelas habían vivido una vida solitaria juntas en su mansión. Su padre viaja a menudo y emplea a su mayordomo para que cuide de ellas. Experimentan muchas pruebas para comenzar a vivir como muchachas normales de la secundaria. Al contrarrio de Sumireko y de Kaoruko, Kira y Yura trabajan juntos para ganar el favor de Nozomu.
Lala Hinagiku (雛菊らら Hinagiku Lala?) y Lulu Hinagiku (雛菊るる Hinagiku RuRu?)
Jóvenes hermanas gemelas que viven con Nozomu. Su madre es Miyabi y su mascota es Billy la cabra. Son absolutamente cariñosas con Nozomu, lo que hace que Billy se ponga celoso. También suelen ponerse celosas cuando este habla con otras chicas. 
Ui Chigusa (千草初 Chigusa Ui?) y Koi Chigusa (千草恋 Chigusa Koi?)
Estas gemelas son hijas de un veterinario y en la historia ayudan a su padre en la clínica. Nozomu las necesitó cuando  Billy comió un pedazo de papel (un fax enviado a Nozomu).
Ai Momoi (桃衣愛 Momoi Ai?) y Mai Momoi (桃衣舞 Momoi Mai?)
Son las gemelas con más edad de la serie. Ai es la profesora responsable de la clase de Nozomu, de Kira, de Yura y de Keisuke, mientras que Mai es la enfermera de la escuela.
Sara Shirogane (白鐘沙羅 Shirogane Sara?) y Soujyu Shirogane (白鐘双樹 Shirogane Soujyu?) 
Muchachas gemelas que son diferentes en personalidad: Soujyu es de actitud suave y cuerpo enfermizo, mientras que Sara es más ruda y más enérgica. Nozomu se encontró con Soujyu mientras ella pintaba cerca del templo. Sara parece tener una relación amor-odio con Nozomu.

## Media

### Anime

#### Lista de episodios
| Núm. | Título traducido                            | Título original           |
| ---- | ------------------------------------------- | ------------------------- |
| 1.   | At the town with the grave of the twins     | 双子塚のある街で          |
| 2.   | The Ice Cream From My Memories              | 思い出のアイスクリーム    |
| 3.   | The flavour of love in apple pie            | アップルパイは恋の味      |
| 4.   | Appointment with strawberry tart            | イチゴタルトで待ち合わせ  |
| 5.   | Time Starts To Move                         | 動き出した時間            |
| 6.   | The Rocket of Summer                        | 夏のロケット              |
| 7.   | A Midsummer's Jewel Box                     | 真夏の宝石箱              |
| 8.   | The White Sketchbook                        | 白いスケッチブック        |
| 9.   | Pastel Sunset                               | 夕焼けのパステル          |
| 10.  | Triangle Christmas                          | トライアングル.クリスマス |
| 11.  | The Wandering Heart's New Year Temple Visit | 迷い心で初詣              |
| 12.  | Valentine Panic                             | バレンタイン.パニック     |
| 13.  | Spring is in the near future                | 春遠からじ…               |

## Videojuego
El videojuego Futakoi fue lanzado el 9 de diciembre de 2004.  Originalmente estaba planeado para el 11 de noviembre, pero se retrasó.  Un segundo videojuego, Twin Love Island: Survival with Love and Swimsuits (双 恋 島 〜 恋 と 水 着 の サ バ イ バ ル 〜 , Futakoijima ~ Koi to Mizugi no Sabaibaru ~ ) fue lanzado el 25 de agosto de 2005. Ambos juegos fueron creados por MediaWorks para PlayStation 2 .